# Stella Akakpo
Stella Akakpo (Francia, 28 de febrero de 1994) es una atleta francesa, especialista en la prueba de 4 × 100 m en la que llegó a ser subcampeona europea en 2014.

## Carrera deportiva
En el Campeonato Europeo de Atletismo de 2014 ganó la medalla de plata en los relevos 4 x 100 metros, con un tiempo de 42.45 segundos, llegando a meta tras Reino Unido (oro) y por delante de Rusia (plata), siendo sus compañeras de equipo: Céline Distel-Bonnet, Ayodelé Ikuesan y Myriam Soumaré.